# Občina Velike Lašče
Občina Velike Lašče je ena izmed občin v Sloveniji, katere središče so Velike Lašče.

## Naselja v občini
Adamovo, Bane, Bavdek, Borovec pri Karlovici, Boštetje, Brankovo, Brlog, Bukovec, Centa, Četež pri Turjaku, Dednik, Dolenje Kališče, Dolnje Retje, Dolščaki, Dvorska vas, Gorenje Kališče, Gornje Retje, Gradež, Gradišče, Grm, Hlebče, Hrustovo, Jakičevo, Javorje, Kaplanovo, Karlovica, Knej, Kot pri Veliki Slevici, Krkovo pri Karlovici, Krvava Peč, Kukmaka, Laporje, Laze, Logarji, Lužarji, Mački, Mala Slevica, Male Lašče, Mali Ločnik, Mali Osolnik, Marinčki, Medvedjek, Mohorje, Naredi, Opalkovo, Osredek, Pečki, Plosovo, Podhojni Hrib, Podkogelj, Podkraj, Podlog, Podsmreka pri Velikih Laščah, Podstrmec, Podulaka, Podžaga, Polzelo, Poznikovo, Prazniki, Prhajevo, Prilesje, Purkače, Pušče, Rašica, Rob, Rupe, Sekirišče, Selo pri Robu, Sloka Gora, Srnjak, Srobotnik pri Velikih Laščah, Stope, Strletje, Strmec, Ščurki, Škamevec, Škrlovica, Tomažini, Turjak, Ulaka, Uzmani, Velika Slevica, Velike Lašče, Veliki Ločnik, Veliki Osolnik, Vrh, Zgonče, Žaga

## Galerija
- Mišja dolina blizu vasi Podsmreka pri Velikih Laščah